# Ferdinand Nemitz
Ferdinand Nemitz (* 10. September 1805 in Labes, Pommern; † 17. April 1886 in Stargard; vollständiger Name Ferdinand Albert Gustav Nemitz) war ein deutscher Jurist und Mitglied der Frankfurter Nationalversammlung.

## Leben
Nach dem frühen Tod seines Vaters, der Justiz-Bürgermeister in Labes war, wurde Ferdinand Nemitz im Halleschen Waisenhaus erzogen. Von 1822 bis 1825 studierte er an der Universität Halle, wo er 1822 der Halleschen Burschenschaft beitrat, und an der Universität Greifswald Rechtswissenschaften. Ab 1826 arbeitete er als Auskultator und Referendar in Nörenberg, Jakobshagen und Stettin. 1833 wurde er Stadtrichter in Altdamm und 1844 Kreisjustizrat in Plathe. 1849 wurde er Kreisgerichtsdirektor in Cammin und ab 1850 in Greifenberg. 1875 erhielt er den Titel Geheimer Justizrat. Bei der Reorganisation des Gerichtswesens in Preußen 1879 wurde er zur Disposition gestellt. Er zog nach Stargard, wo er 1886 starb.

## Politischer Werdegang
1848 wurde er für den 6. Wahlkreis der Provinz Pommern (Dramburg) in die Frankfurter Nationalversammlung gewählt, der er von Mai bis September desselben Jahres angehörte. Er gehörte der Casino-Fraktion an. Sein Nachfolger war Emil Rahm.
Von 1859 bis 1863 war er Mitglied des Preußischen Abgeordnetenhauses. Dort gehörte er bis 1862 der Fraktion von Vincke an, dann zeitweise den Rechten, bevor er sich 1863 dem Freien Parlamentarischen Verein anschloss.